# Pellaea nana
Pellaea nana es una especie de helecho de la familia botánica Pteridaceae.  Crece en el este de Australia, en los bosques lluviosos o húmedos y bosques de eucalyptus, sobre las rocas, acantilados y large boulders. También en la Isla Lord Howe. El original specimen fue recogido por Allan Cunningham en el Río Brisbane. En el estado de Victoria, esta planta es considerada rara.

## Descripción
Las frondas tienen generalmente de 20 a 50 cm de largo. Las frondas tienen entre 25 a 65 foliolos. Estas hojas tienen un tallo corto o sin tallo, son oblongas a oblongo estrechas de 25 mm de largo, 2,5 a 7 cm de ancho. Las frondas son de color verde oscuro, pálido por debajo. Los soros son de aproximadamente 1 mm de ancho.

## Taxonomía
Pellaea nana fue descrita por Bostock y publicado en Fl. Australia 48: 708. 1998
Etimología
El epíteto específico nana se deriva de la palabra latina nanus = enano. Indicando que se trata de una planta pequeña.